# Skalar
Skalar (Pterophyllum scalare) är en fiskart som först beskrevs av Schultze 1823. Arten ingår i släktet Pterophyllum, och familjen ciklider (Cichlidae)) som lever i Amazonfloden och dess bifloder i Sydamerika.
Skalar är en någorlunda fredlig och lugn akvariefisk den fungerar bra med andra litet större och lugna fiskar i ett vanligt akvarium. Skalar kan bli uppemot 16 centimeter lång stjärtfenan inräknad, och kräver därför mycket utrymme. Skalarens mycket speciella kroppsform gör dessutom att akvariet måste vara minst 40–50 centimeter högt. Normalt är skalaren omkring 4 centimeter lång när den saluförs i handeln; den är då cirka 3–4 månader gammal. Naturformen av en frisk skalar blir cirka 10–12 år gammal i fångenskap, odlingsformerna sällan mer än 8–10 år.

## Hane eller hona?
Det är ofta svårt att se skillnad på könen, och även erfarna akvarister kan ta fel på hane och hona. Vanligen är hanen lite kraftigare och har en högre kroppsform. Honan har vanligtvis en fylligare buk. Vid leken eller förberedelserna inför denna kan man se hanens genititalpapill, men då det inte är lek på gång, eller hos unga individer, är det svårt att skilja könen åt. Äldre dominanta hanar som lekt, utvecklar ofta en liten "puckel" på huvudet.

## Miljö och lek
Vuxna skalarer lever i par som ingår i mindre grupper, och så bör de hållas i akvarium. Yngel och ungfiskar bildar stim. Skalaren substratruvare som leker fritt. Antalet ägg kan uppgå till 1 000 per lek, men vanligare är 100–300 stycken. Rommen läggs samlad, oftast på en vertikal yta. I naturen nyttjas nära nog alltid nedhängande trädrötter som leksubstrat, medan akvarielevande skalarer ofta föredrar större, hårda växtblad, eller till och med leker direkt på akvarieglaset. Såväl rom som yngel vaktas sedan av bägge föräldrarna. Vattentempereaturen bör vara 24–26 grader, vattnet bör vara lätt surt och mjukt. Det brukar vara ganska lätt att få skalarer till lek och romläggning. Det kan vara svårare att driva upp ynglen. Dessvärre har flera linjer av den odlade skalaren blivit "sönderodlad", degenererad, och därmed förlorat egenskapen att ta hand om sin rom eller sina yngel. Men det är ändå inte svårt att hitta bra exemplar i zoohandeln. Det förekommer att man saluför skalarer som sägs vara första generationen av viltfångad fisk, köparen har ju naturligtvis svårt att kontrollera detta, men om fiskarna ser pigga och kraftfulla ut och att de har en hög kroppsform, är det ett gott tecken. Inför lek bör skalaren matas ordentligt med levande foder, akvariet som den leker i bör ställas på ett lugnt ställe i rummet, eller eventuellt avskärmas. Dämpad belysning och en svagare nattbelysning rekommenderas.

## Som akvariefisk
Skalaren är en vanlig akvariefisk, Minimum akvarium storlek är ca 150 L men gärna större. Det är oftast akvariets höjd som är den begränsande faktorn, som helst inte skall understiga 60 cm. Skalarer bör hållas parvis, men om den ena dör så lever den andre vidare utan större besvär. "Änklingar" kan finna en ny partner. Under lektiden tar skalaren ett större revir och jagar bort andra fiskar från detta. Detta kan även resultera i att skalarerna allvarligt skadar mindre eller jämnstora fiskar. Skalarer håller oftast till vid större ansamlingar av växter, vid pumpar och gärna vid kortsidorna där de lägger sina ägg och har en mindre yta att bevaka när äggen har lagts. Äggen fästs på lodräta ytor, det kan vara direkt på akvariets glas, en växt eller annat föremål.

## Foder
Skalarer äter gärna flingfoder, men behöver emellanåt levande foder som vattenloppor och mygglarver. Man kan också själv enkelt bereda mat som passar skalarerna och andra amerikanska ciklider, liksom tetror. Blanda skalade räkor, ärtor, äggula och gelatin i en mixer, man kan också lägga till vitaminer som AD-droppar. Frys in i små fryspåsar. Vid matningen är det viktigt att detta foder är tinat, det kan annars ge köldskador på fiskarna, samt att ge i små portioner, då det kan göra vattnet grumligt. Det är viktigt att räkorna är skalade då framförallt räkornas antenner kan skada fiskarnas inälvor. På akvaristiska disussionssajter har det förekommit uppgifter om perforerade tarmar orsakade av räkans antenner.

## Tillsammans med andra arter
Man bör tänka på att skalaren till stor del är en rovfisk. Skalaren äter gärna upp fiskyngel, såväl egna som yngel från andra fiskar. Den äter gärna också mindre tetror, då sådana står på matsedeln i naturen. Skalaren kan även skada och döda andra skalarer och fiskar av annan art, om dem känner sig hotad av dessa. Man bör därför inte hålla skalarer tillsammans alltför små fiskar. Det kan fungera med skalarer och neontetra eller ett stim kardinaltetra i samma akvarium, om dessa tetror är fullvuxna, men så länge dessa tetror är ungdjur är risken stor att de blir uppätna av skalarerna. Skalarer och stora tetror kan fungera bättre, framför allt sådana tetror som är höga i kroppsformen, som exempelvis dolkstygns-, rosentetra eller sorgmanteltetra.

## Odlingsvarianter

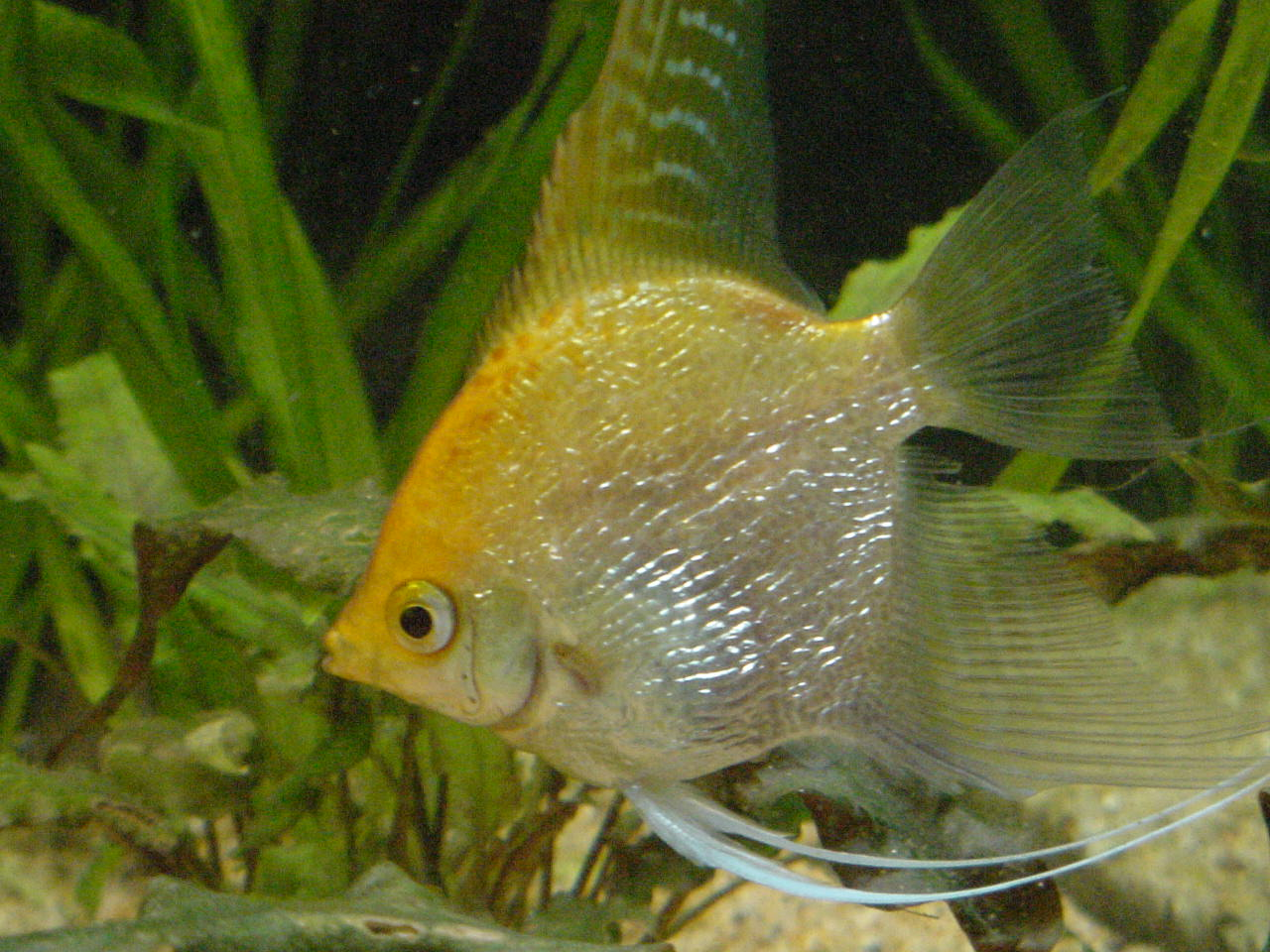
Guld/pärlemorguldskalar, en odlingsvariant.

Det finns många olika framavlade färgvarianter av skalaren, såsom "marmor-", "svart-", "spök-" och "guldskalar", samt kombinationer av dessa odlingsformer. Man ser emellanåt "guldmarmor" och silvergrå med guld i pannan. Vanligast förekommande är naturformen, som är silvergrå med svarta, vertikala band. Odling av skalarer, liksom andra ciklider, sker i stor skala i Singapore och Hongkong. Mer eller mindre professionell odling sker även här hemma i Sverige. Ibland förekommer det också vildfångad skalar i handeln. 
När man tittar ut sina skalarer hos zoohandlaren skall man se upp med några olika saker. Köp inga skalarer som är mindre än en femkrona, gärna omkring 4–5 cm. Se till att de har rätt grundform, de skall vara minst lika höga som de är långa, ryggfenan skall peka rakt upp. De skall simma rakt och gå i stim med övriga individer. Vissa akvarister anser att skalarer (och övriga fiskar) skall vara renrasiga och tolererar inga odlingsvarianter enligt ovan, men det kan tyckas vara en smaksak.

## Odling
Skalaren är relativt lätt att odla hemma.
I länkarna nedan samt i akvarielitteraturen finns det flera odlingsbeskrivningar.
Se även stycket "Miljö och lek" ovan.

## Namnet
Enligt svenska språkregler är "skalar" rätt stavning  [källa behövs], men den äldre stavningen "scalare" är fortfarande vanlig. Den kommer från det vetenskapliga namnet Pterophyllum scalare. Även "skalare" kan förekomma. Men det är en olycklig stavning (jämför med "potatis-skalare"). I äldre akvaristisk litteratur förekommer även namnet "triangelfisk", ej att förväxla med Triangelcichlid, Uaru amphiacanthoides.
Ledet ptero- i släktnamnet kommer från grekiska pteron och betyder 'segel', 'vinge' eller 'fena'. Efterleden -phyllum härstammar från grekiska Phyllon och syftar på 'blad', eller 'bladlik'. Scalaris är latin för 'trappa', 'trappstegslik', vilket syftar på fenstrålarnas trappstegslika formation.

## Synonymer
Länge ansåg man att det också finns en dvärgskalar, som då hade det vetenskapliga namnet Pterophyllum eimekei. Senare har man dock funnit att denna är samma art som P. scalare, och Pterophyllum eimekei är idag klassad som en synonym. 

## Andra skalarer
Den vanliga skalaren har emellertid två "legitima" släktingar – altumskalaren (Pterophyllum altum), och Pterophyllum leopoldi. Dessa båda är suveräna arter, och alltså ej synonymer till Pterophyllum scalare.